# Juan Pablo Vigón
Juan Pablo Vigón Cham, noto semplicemente come Juan Vigón (Guadalajara, 20 luglio 1991), è un calciatore messicano, centrocampista del Tigres UANL.

## Caratteristiche tecniche
È un mediano.

## Carriera
Cresciuto nel settore giovanile dell'Atlas, ha esordito in prima squadra il 22 luglio 2012 disputando l'incontro di Primera División pareggiato 1-1 contro il Pumas UNAM